# Бритармз модель 2000
Пистолет Бритармз 2000 разработан Крисом Валентайном в начале 1970-х. Самозарядный пистолет, работающий за счёт отдачи свободного затвора. Стреляет при незапертом стволе и использует давление пороховых газов на гильзу, которая служит в качестве поршня и отодвигает затвор назад.
Оружие имеет квадратную мушку и прицел с квадратным вырезом.